# Gianfilippo Ingrassia
Gianfilippo / Gian Filippo Ingrassia (Regalbuto, 1510 – Palermo, 6 novembre 1580) è stato un medico e anatomista italiano.
È considerato lo scopritore di un piccolo osso presente nell'orecchio: la staffa.

## Vita

### La formazione

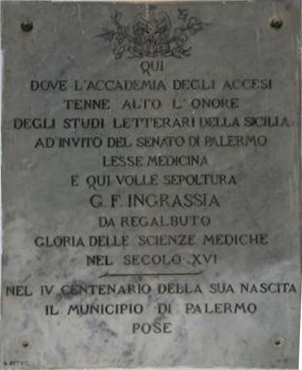
Targa commemorativa di Gianfilippo Ingrassia a Palermo

L'ambiente familiare, ricco di stimoli culturali (lo zio Giovanni scriveva poesie e il fratello Nicolò fu un valente giureconsulto e letterato), influì certamente sulla formazione del carattere e sullo sviluppo intellettuale del giovane Gianfilippo. Egli assorbì una solida cultura classica e una conoscenza abbastanza larga della cultura cinquecentesca.
Il giovane apprese con facilità il latino e il greco, e dimostrò sempre una grande passione, anche da vecchio, per i classici, tanto da passare parecchie notti tutto intento allo studio dei suoi autori prediletti: Omero, Virgilio, Cicerone, ecc. La sua vasta erudizione (conosceva tra l'altro la filosofia platonica e aristotelica) e la padronanza dei mezzi tecnici gli concessero di poetare in lingua italiana e latina tanto che, giovanissimo, fu accolto tra gli Accademici Accesi di Palermo.

### Il periodo padovano
Dopo un primo periodo di preparazione a Palermo, sotto la guida di Giovanni Battista De Petra, il giovane Ingrassia giungeva, nel 1532, all'università di Padova: 

Qui ebbe la fortuna di avere contatti con grandi nomi della medicina quali Andrea Vesalio, Giovanni Manardo di cui si dichiarò discepolo, Luigi Collado, Realdo Colombo, Gabriele Falloppio e Bartolomeo Eustachi. Vesalio, in particolare: 

Si laureò: 

### Il periodo napoletano
Nel 1544 fu chiamato ad insegnare presso l'Università di Napoli; questo periodo coincise con la piena maturità della sua vita e con il massimo splendore della sua attività. Qui divenne lettore unico dell'ateneo, dove si trattenne fino al 1556. Gli anni napoletani, con il suo discepolo Giulio Iasolino, sono arricchiti dalle sue ricerche che si consolidano in "Jatropologia" (1547), "De tumoribus praeter naturam" (1552), oltre al trattato di osteologia "In Galeni librum de ossibus doctissima et expertissima commentaria" pubblicato postumo, nel 1603, per volere del senato palermitano.

Cresciuto in fama, egli aveva conseguito una così larga stima tra i suoi contemporanei e aveva elevato a così alto prestigio la cattedra di medicina partenopea che i suoi allievi entusiasti e riconoscenti, gli eressero, ancora lui vivo, un monumento per eternare la memoria con la seguente iscrizione: 

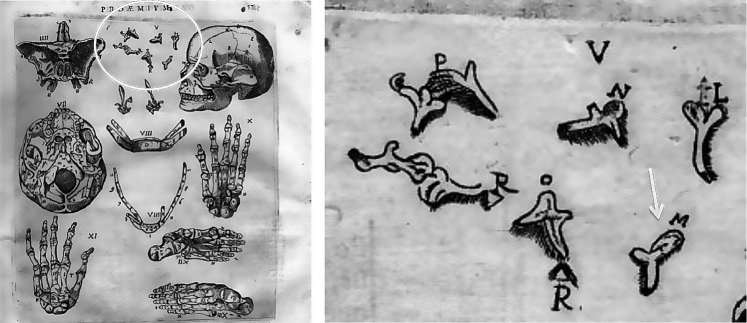
Immagine da "In Galeni librum de ossibus doctissima et expertissima commentaria" che mostra disegni di Ingrassia raffiguranti ossa umane

Durante il periodo napoletano le sue scoperte più numerose e importanti furono senza dubbio quelle anatomiche.
E fu proprio l'importanza da lui data all'osservazione dettagliata e personale dell'anatomia umana e il suo eccezionale spirito d'osservazione che lo portarono alla scoperta, avvenuta nel 1546, dell'ossicino dell'orecchio interno che egli stesso battezzò staffa e che permise una più idonea comprensione dello stimolo acustico. Meno noti, ma non per questo meno importanti, furono i contributi dello scienziato alla descrizione di alcune ossa del teschio, e particolarmente dello sfenoide nei suoi processi pterigoidei da lui denominati, l'etmoide e la conca nasale inferiore. Gli sono pure dovute accurate ricerche sulle vescicole seminali, sui corpi cavernosi del pene e dell'uretra che permisero una migliore comprensione del loro funzionamento.

### Il ritorno in Sicilia
Stabilitosi in Sicilia, il Senato lo promosse "lettore ordinario di medicina" con lo stipendio di cento onze l'anno (ma ben presto gli fu aumentato a onze 120). Oltre all'insegnamento, che aveva una carica fortemente innovativa per quel tempo, Ingrassia diede inizio con successo alla sua attività medica. Ingrassia rifiutò l'esercizio privato della sua professione, rimettendoci notevolmente considerati i lauti proventi che da essa potevano provenirgli. Nello stesso tempo la buona riuscita di molti e famosi casi clinici procurarono al grande regalbutese l'appoggio considerevole della pubblica autorità che favorì la diffusione dei suoi criteri medici.
A tal proposito non bisogna dimenticare che Ingrassia meritò ampiamente la stima generale quando, abbandonando opinioni tradizionali, salvò, con una nuova terapia, un membro della famiglia Terranova. Elevato dal re Filippo II di Spagna, nel 1563, alla carica di protomedico del Regno di Sicilia, proseguì nella sua attività scientifica, divenendo l'autentico fondatore della medicina legale e della medicina pubblica, con risultati teorico-pratici d'importanza fondamentale: basti indicare la grande mole di precisazioni e aggiunte fatte al corpus della medicina greco-araba, le molte correzioni apportate alle opere di Galeno e dello stesso Andrea Vesalio, l'attenta diagnosi di malattie esantematiche, quali il morbillo, la scarlattina, il vaiolo, descritte con un'esattezza che ne attestano la sua sicura e diretta conoscenza.

Quando fra il 1575 e il 1576 la Sicilia fu sconvolta dal flagello della peste, il viceré don Carlo, duca di Terranova, chiamò lo scienziato regalbutese benché: 
 e lo nominò Consultore Sanitario e deputato per il tempo della peste. Accettò con l'animo di un soldato in guerra: 
In quel frangente Ingrassia dette prova di integrità, notevole generosità e di inconsueta competenza nel prestare soccorso e cure ai cittadini colpiti dalla malattia. Dalle osservazioni e dalle riflessioni ricavate da questa terribile esperienza trasse il materiale per il suo prezioso "Informatione del pestifero et contagioso Morbo".

## Informatione del pestifero et contagioso morbo

### Indagine epidemiologica
L'opera, divisa in quattro parti, scritta in lingua volgare, con una parte in latino per i “dotti” presenta la cronaca attenta e puntuale degli eventi sanitari e sociopolitici di quel momento storico e costituisce un valido documento del dramma vissuto dalla città di Palermo. La lingua non è sempre di facile lettura soprattutto per la presenza di molti neologismi tecnici, forse coniati dall'autore per l'esigenza di dare un nome a realtà prima sconosciute. In essa, Ingrassia innova i criteri epidemiologici del tempo avvicinandosi alle moderne teorie sulla trasmissione delle malattie legate alla trasmissione di “atomi” o “principi seminaria”, che molto probabilmente aveva appreso a Padova da Girolamo Fracastoro, intuendo che si tratti di una malattia di tipo contagioso. Avanzando il dubbio se questo male che serpeggia da ormai undici mesi, sia vera peste o altro, Ingrassia si pone in dialogo con le posizioni di Ippocrate e Galeno ma anche di Filone Giudeo e Marsilio Ficino che sostenevano che la vera causa della peste fosse la corruzione dell'aria e che andava scacciata purificando l'aria con il fuoco e il corpo con la triaca. 
Mette quindi in crisi il termine “epidemos”, sinonimo di “superpopularis”, morbo che viene dall'aria che sta sopra il popolo, per ritrovarsi nella più convincente eziologia di male contagioso, velenoso, trasmesso per contatto, per fomite, anche a distanza (per via aerea), allontanandosi dalle congetture sulle cause astrali delle epidemie di peste.
Non risulta facile ad Ingrassia capire l'origine del male, che all'inizio mostra pochi casi a Palermo tra la gente “bassa”. La pericolosità del morbo viene infatti sottovalutata per l'iniziale scarsa contagiosità e perché i morti hanno relazioni parentali distanti. La "Galeotta", un'imbarcazione proveniente dall'Africa, all'inizio non appare essere responsabile della trasmissione del morbo; neanche i tappeti che inizialmente sbarcano a Palermo sono sospettati di esserne veicolo, bensì i contatti con una prostituta. Ma indagini più approfondite rivelano che la "Galeotta" in Barbaria aveva potuto assumere dei "principi di infezione" tra panni e tappeti che, dopo incubazione, diffondono la malattia. I tappeti più superficiali che sono sbarcati
Individuando come cause facilitanti la malattia, la carenza di cibo a contenuto proteico e la corruzione di risorse idriche non adeguatamente separate da fogne e pozze di acqua stagnanti, Ingrassia esorta che si bonifichi la “palude del Papireto" e che si trovino fondi per l'alimentazione dei poveri: se non sono sufficienti le gabelle a sostenere le spese, bisogna intervenire con collette tra i ricchi e tassare i medici. Rilevante la descrizione dei luoghi dove scoppia l'epidemia: la Palermo sommersa dalla sporcizia e con vistose sperequazioni sociali, facendo trasparire le minori opportunità di salute e di cura del basso ceto rispetto all'aristocrazia. Ingrassia arriva alla conclusione che la peste non sia sorta spontaneamente in città ma provenuta da lontano e lì ha trovato cause facilitanti. Nell'opera egli mette a fuoco un concetto importante: a generare la patologia non è solo l'azione dell'agente infettivo, ma anche la predisposizione individuale che può essere di tipo costituzionale o familiare. I “seminaria” sono attratti dall'umore del corpo a causa di una simpatia, cioè di una predisposizione
Le caratteristiche fenotipiche associate ad una maggiore predisposizione a contrarre la malattia vengono da lui identificate nell'età, nel sesso e in genere nella costituzione dei corpi con tessuti più elastici, caldi e umidi. La simpatia degli umori diventa l'opportunità per sviluppare il legame tra male morale e male fisico; il contagio della malattia in Ingrassia si sviluppa proprio attorno agli eccessi della vita, alla prostituzione, all'infedeltà, all'adozione di comportamenti individuali non decorosi, alle errate abitudini alimentari.

### Cura e prevenzione
Il grande successo del suo intervento è nell'aver aggredito il morbo su due fronti: quello medico-sanitario e quello istituzionale. A livello medico-sanitario egli descrive con minuzia di particolari l'andamento della malattia, soffermandosi sui segni fisici: petecchie, bubboni, papole, pustole (meno gravi), anthraci.
Attribuisce ai medici il dovere di dare giuste prescrizioni ai pazienti, tracciando per grandi linee le strategie di cura con riferimento ai farmaci antidoti, all'applicazione di ventose, scarificazioni, sanguisughe, salassi.
Dà ancora consigli ai familiari degli ammalati perché usino cautela al fine di evitare il contagio.
Vista la severità della situazione e memore che le sole terapie mediche e chirurgiche portarono nel 1535 a Venezia un elevatissimo numero di morti (60.000), il protomedico, rapportandosi sempre abilmente con l'autorità politica, fa varare una serie di interventi di isolamento, dettati dal criterio dell'urgenza.
Egli, relazionando ai Pubblici Ufficiali e ai membri della Deputazione, suggerisce: 
Da qui seguiranno cospicui investimenti di parecchie migliaia di ducati, che il Governo della città appronta per fronteggiare la pubblica calamità per la costruzione di ben sette lazzaretti e di due fabbricati per l'ultima "purificazione" di chi è scampato al male contagioso. Con fredda lucidità e rigore logico, identifica in tre mezzi: "oro", "forca" e "fuoco" la via per porre in essere le misure da intraprendere.
A livello istituzionale, il suo intervento si consolida così nella prevenzione (geniale intuizione del Barreggiamento), cioè in quelle misure atte a ridurre il contagio: l'obbligo di "denuncia" della presenza di un malato da parte della famiglia o del medico, l'istituzione di lazzaretti, la predisposizione di un cordone sanitario (lungo il quale vengono portati in processione Santa Cristina e San Rocco), la realizzazione di un regime di separazione tra sani, sospetti e malati (ordina che i convalescenti siano dimessi dall'isolamento solo due mesi dopo la scomparsa della febbre), la chiusura di scuole e luoghi pubblici, la proibizione di visite ai malati o ai defunti, la promozione della quarantena per le navi che arrivavano nel porto, l'uccisione di un enorme numero di animali che sono neutralizzati con la calce, la proibizione di tutti gli assembramenti. Queste misure limiteranno il numero dei morti a mille (altre fonti ne stimano 3000), risultato importante se rapportato al numero di vittime di altri centri colpiti dal morbo seppure meno popolosi. 
Da medico dell'Inquisizione, per il principio secondo il quale,

fa comminare severe sanzioni ai non osservanti le rigide disposizioni sanitarie, con torture, procedimenti giudiziari, morte, come per esempio la forca per chi vendeva gli abiti infetti destinati al fuoco. Ma l'opera, che offre un notevole contributo scientifico per la conoscenza della malattia, viene consegnata alle generazioni future: 
affinché non si trovino impreparati, così come fu lo stesso Ingrassia, nel riconoscere il morbo che non si manifestava a Palermo da oltre cento anni. Nell'opera si coglie l'atteggiamento umile e concreto del medico regalbutese e la sua riflessione sull'errore di diagnosi, ripercorrendo la storia della medicina e chiamando in causa i suoi maestri Ippocrate e Galeno e gli errori da essi compiuti:

Essa testimonia altresì la profonda disponibilità dell'Ingrassia a rivolgere attenzione e amorevolezza verso quella gente “povera”, “malaticcia”, “ignorante”, consegnando, senza cedimenti sulle regole, tanta umana comprensione al punto che Argisto Giuffredi, poeta e sodale di Antonio Veneziano, così ebbe a dire del suo operato: 

## Personalità
Uomo di particolare morigeratezza, rifiutò lo stipendio di 250 onze d'oro al mese che la città di Palermo, per mostrargli la sua gratitudine e dichiarandolo benemerito della patria, gli offrì.
Della generosa offerta prese solo quanto gli bastò per abbellire la cappella di S.Barbara posta nel chiostro della chiesa di San Domenico in Palermo e rifiutò il resto. Morì rimpianto da tutti a settant'anni, il 6 novembre dell'anno 1580, per una malattia polmonare.
I funerali furono fatti a spese del pubblico erario e il suo cadavere fu sepolto nella sua bella e sontuosa cappella di S.Barbara da lui voluta nel convento dei Frati predicatori. Giustamente considerato uno dei padri della medicina e dell'anatomia moderna, Ingrassia rivoluzionò con i suoi studi la conoscenza del corpo umano. Riformatore e anticipatore nello studio delle affezioni epidemiche e della loro prevenzione a lui si devono: la valorizzazione in Sicilia dei Consigli di Pubblica Sanità, una disposizione più razionale dei lazzaretti, la raccolta organica delle leggi sanitarie che permisero all'autorità pubblica l'adozione di rigide misure di quarantena, d'igiene e prevenzione che risultarono utilissime per controllare la situazione in momenti di estremo pericolo. Insomma bisogna dare atto ad Ingrassia di aver svolto una parte dominante, attraverso la sua esperienza, le sue ricerche e osservazioni, nel progressivo consolidarsi della verità scientifica e delle scienze mediche e delle arti del guarire: con lui abbiamo un netto salto qualitativo della medicina siciliana.

La sua figura appare molto interessante ancora oggi, non solo per la ricchezza della dottrina, elaborata con 
ma piuttosto per le alte qualità morali che rendono nel confronto scialbe molte figure di medici suoi discepoli e successori, ai quali insegnò che per quanto si frequentassero gli scritti di Galeno e per quanto si fosse "amicus Plato" e amico di Aristotele, solo la verità aveva da essere "amica maxima".
La sua città natale, Regalbuto, gli ha dedicato la via principale, una scuola elementare e una scuola media e l'Istituto di anatomia della facoltà di medicina dell'Università di Catania porta il suo nome.

## Altre opere
- "Iatropologia, liber, quo multa adversus barbaros medicos disputantur...", Napoli, 1547
- "Scholia in Iatrapologiam", Napoli, 1549
- "De Tumoribus praeter naturam", Napoli, 1553: (tomo 1)
- "Trattato assai bello, et utile di doi mostri nati in Palermo in diversi tempi, ove per due lettere l'una volgare, e l'altra latina ... si determinano molte necessarie questioni appartenenti ad essi mostri ... Aggiontovi un ragionamento ... sopra le infermità epidemiali, e popolari successe nell'anno 1558", Palermo, 1560
- "De veneno post tempus permeante", s.l., marzo 1561
- "Constitutiones et capitula, nec non jurisdictiones Regii Protomedicatus officii cum pandectis eiusdem", s.l., 1563
- "Quaestio «utrum victis a principio ad status usque procedere debet sub tiliando, An (ut multi perpetuo observant) potius ingrossando", Venezia, 1568
- "Quod Veterinaria Medicina formaliter una, eademque cum nobiliore homine medicina sit, materiae duntaxat dignitate, seu nobilitate differens: ex quo Veterinarij quoque Medici, non minus, quam Nobiles illi Hominum Medici, ad Regiam Protomedicatus officij iurisdictionem pertineant", Venezia, 1568
- "De Ossibus o In Galeni librum de ossibus doctissima, et expertissima commentaria", Palermo, 1603 I ed., Venezia, 1604, II ed.